# Elektrosensibilität
Als elektrosensibel werden Menschen bezeichnet, die nach eigenen Angaben elektrische, magnetische oder elektromagnetische Felder (EMF) wahrnehmen können. Solche Felder werden größtenteils von elektrotechnischen Anlagen erzeugt und umgangssprachlich als Elektrosmog bezeichnet. Quellen der primär technisch genutzten EMF sind zumeist Mobilfunk, Rundfunksender, Radargeräte, DECT-Telefone, WLAN, Mikrowellenherde oder Bluetooth. „Elektrosensibilität“ wird auch als „idiopathische Umweltintoleranz gegenüber elektromagnetischen Feldern“ (IEI-EMF) bezeichnet. Andere elektromagnetische Felder mit höherer Frequenz wie Infrarotstrahlung, sichtbares Licht, Röntgen- und Gammastrahlung werden dabei nicht betrachtet.
Aus Sicht der Betroffenen führt eine elektromagnetische Hypersensibilität zu verschiedenen Krankheitssymptomen; ein Nachweis, dass EMF die Ursache dafür sind, konnte nicht erbracht werden.

## Studienlage zur Elektrosensibilität
Studien können die behauptete Elektrosensibilität beim Menschen mehrheitlich nicht belegen. Bei Personen, die sich selbst als elektrosensibel bezeichneten, konnte kein Zusammenhang zwischen subjektiven Symptomen und Anwesenheit von hochfrequenten Feldern kausal gezeigt werden. Weder konnten solche Personen echte magnetische Impulse von Scheinimpulsen unterscheiden, noch können sie EMF selbst wahrnehmen. Stattdessen wird ein Nocebo-Effekt oder auch andere zugrunde liegende (mentale) Krankheiten als mögliche Erklärung angeführt. Das Wissen um existierende EMF ist an der Entstehung und insbesondere an der Aufrechterhaltung einer Elektrosensibilität beteiligt. 
Die stochastischen athermischen Effekte sind von thermischen Wirkungen von EMF zu unterscheiden. Das Schädigungspotenzial letzterer auf alle Lebewesen ab einem bestimmten Schwellenwert ist seit Jahrzehnten zweifelsfrei belegt. Für die oben angesprochenen athermischen Wirkungen gibt es jedoch keine Anhaltspunkte.
Erst ab einem gewissen Schwellenwert reagiert der Körper zwar auf elektromagnetische Strahlung; die festgelegten Grenzwerte für elektromagnetische Felder liegen deutlich unter diesem Schwellenwert.
In einer 2011 veröffentlichten Stellungnahme der Strahlenschutzkommission heißt es:

„Die Ergebnisse des DMF [Anm.: Deutsches Mobilfunk-Forschungsprogramm] zeigen, dass die ursprünglichen Befürchtungen über gesundheitliche Risiken nicht bestätigt werden konnten. Es haben sich durch die Forschungsergebnisse des DMF auch keine neuen Hinweise auf bisher noch nicht bedachte gesundheitliche Auswirkungen ergeben. In Übereinstimmung mit anderen internationalen Gremien (ICNIRP 2009, WHO 2011) kann festgestellt werden, dass die den bestehenden Grenzwerten zugrundeliegenden Schutzkonzepte nicht in Frage gestellt sind.“

2021 hat die Strahlenschutzkommission ihre Stellungnahme von 2011 bestätigt und auch für hochfrequente Felder des 5G-Mobilfunkstandards ausgedehnt: Sie sieht „keine belastbaren Hinweise für gesundheitliche Risiken bei Expositionen von Personen unterhalb der in Deutschland gültigen Grenzwertvorgaben für Sendeanlagen und Endgeräte“. Ferner gibt sie an, dass keine akuten oder langfristigen gesundheitlichen Auswirkungen bestehen, und schließt sich damit den Schlussfolgerungen anderer internationaler Expertengremien an. In der Stellungnahme fordert sie weiteren Forschungsbedarf, beispielsweise bei der Erforschung der Immissionsveränderung zukünftiger Mobilfunk-Technologien (z. B. 6G) oder bezüglich zugrundeliegender zellulärer Wirkmechanismen für biologische Effekte bei Expositionen im Bereich der Grenzwerte.

## Elektromagnetische Hypersensibilität
Gemäß EU-Report von 1998 gibt es zur elektromagnetischen Hypersensibilität „bislang keine diagnostischen Kriterien und keine nachgewiesenen Wirkungsmechanismen“.
Auch die Weltgesundheitsorganisation schloss 2005 sowie 2014, dass kein kausaler Zusammenhang zwischen elektromagnetischen Feldern und den Symptomen, die der elektromagnetischen Hypersensitivität zugeschrieben werden, besteht.

## Symptomatik
Im Gegensatz zu einigen Tierarten, die über einen speziellen Magnetsinn verfügen, können Menschen keine Magnetfelder wahrnehmen. Menschen, die sich für elektrosensibel halten, geben verschiedene Symptome wie z. B. Übelkeit, Herzrasen, Kopfschmerzen, Schlafstörungen, Müdigkeit oder Konzentrationsstörungen an.
In Deutschland halten sich etwa 2–3 % der Bevölkerung für elektrosensibel und betrachten EMF als Ursache ihrer Beschwerden – möglicherweise spielen das Wissen um die Existenz der Felder, Besorgnis und Erwartungshaltung eine Rolle.
Falls EMF stark genug sind, kann es zu einer Erwärmung des Körpers bzw. eines Körperteils kommen. Innerhalb der Grenzwerte können thermische bedingte Effekte (Temperaturschwankungen von weniger als 0,1 °C) auftreten, haben aber gemäß BfS keine gesundheitlichen Auswirkungen.

## Abgrenzungen
Wenn es allgemein um die Auswirkung der ausgestrahlten Felder auf die Umwelt (inklusive Mensch) geht, so spricht man von der elektromagnetischen Umweltverträglichkeit (EMVU). Geht es um die Auswirkung auf andere technische Geräte, so spricht man von der elektromagnetischen Verträglichkeit (EMV).
So können bei einigen Menschen elektromagnetische Hochfrequenzen im MHz- und GHz-Bereich in der Hörschnecke des Innenohrs einen leise wahrnehmbaren akustischen Reiz auslösen, dies wird auch als Frey-Effekt bezeichnet. Dieser reproduzierbare Effekt wurde erstmals 1947 berichtet und wird seit 1961 untersucht. Als ursächlich angenommen werden durch die Hochfrequenz induzierte, minimale, aber schnelle Temperaturänderungen im Millionstel-Kelvin-Bereich.